# Luxair
Fly in good company
Luxair (Luxair S.A., Société Luxembourgeoise de Navigation Aérienne) est la compagnie aérienne du Grand-duché de Luxembourg basée à l'aéroport de Luxembourg-Findel.
En 2024, la compagnie possède 21 avions desservant 94 destinations, principalement en Europe et dans le nord de l'Afrique ainsi qu'au Moyen-Orient.
Luxair fait partie du programme de fidélité Miles & More. C'est la seule compagnie aérienne luxembourgeoise de transport de passagers.

## Histoire

### Naissance et premières années
La Luxembourg Airlines est fondée en 1948 à l'occasion de l'ouverture de l'aéroport de Luxembourg-Findel. En 1961, pour permettre de relier le Grand-Duché aux capitales européennes, la Luxembourg Airlines devient la Luxair S.A., Société Luxembourgeoise de Navigation Aérienne, connue sous la marque Luxair. Dès 1962, Luxair commence l'exploitation de vols avec l'ouverture de la ligne Luxembourg - Paris en Fokker F27 Friendship.
De 1964 à 1969, Luxair exploitait trois Lockheed L-1649A Starliner en coopération avec Trek Airways, de Luxembourg à Johannesburg. Les Starliners ont été peints en livrée Luxair. En 1967, la flotte de Luxair se composait de trois Fokker F27 et un Vickers Viscount. Ce dernier a été radié après un accident non mortel en 1969 et remplacé l'année suivante par le premier avion à réaction de la compagnie : une Caravelle construite par Sud-Aviation à Toulouse. En 1970, Luxair créait sa filiale Cargolux.
En 1977, Luxair prend une importance européenne avec l'achat de son premier Boeing, un Boeing 737-200 immatriculé LX-LGH. À partir de 1980 et jusque 1994, Luxair a exploité jusqu'à trois Boeing 747 SP (mais un seul était immatriculé au Luxembourg), la version courte du célèbre gros porteur, afin de rallier Johannesburg, en Afrique du Sud. Cette ligne sera stoppée par manque de rentabilité. En 1984, la compagnie reçoit un Airbus A300B4. Revendu en 1987, il fut le seul Airbus acquis par Luxair.
Au fil des ans, Luxair renouvelle progressivement sa flotte avec des avions modernes pour l'époque : des Boeing 737-400 et -500 et des turbopropulseurs types Fokker 50 et Embraer EMB 120.

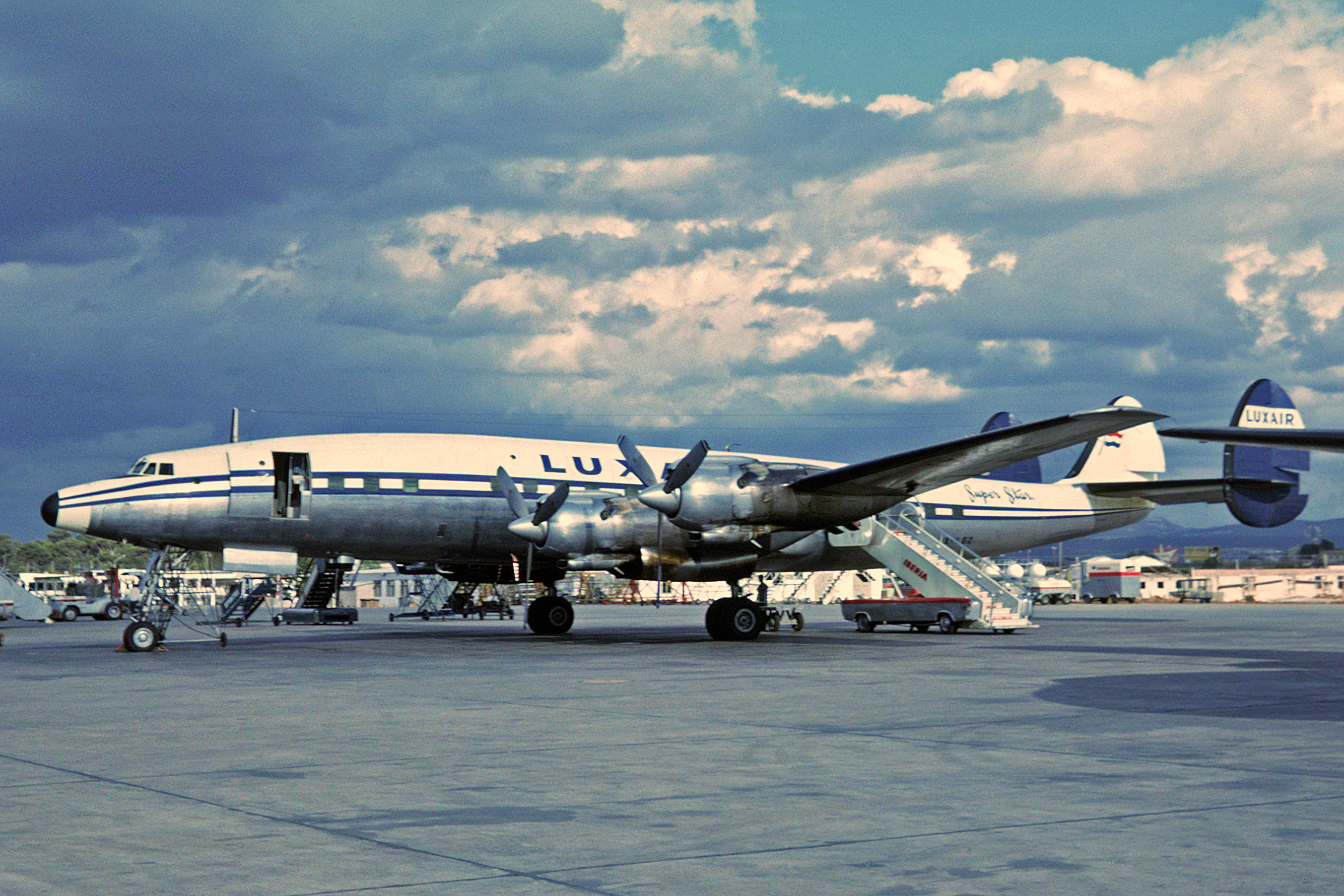
Un Lockheed Starliner de Luxair à Palma de Majorque en 1965.
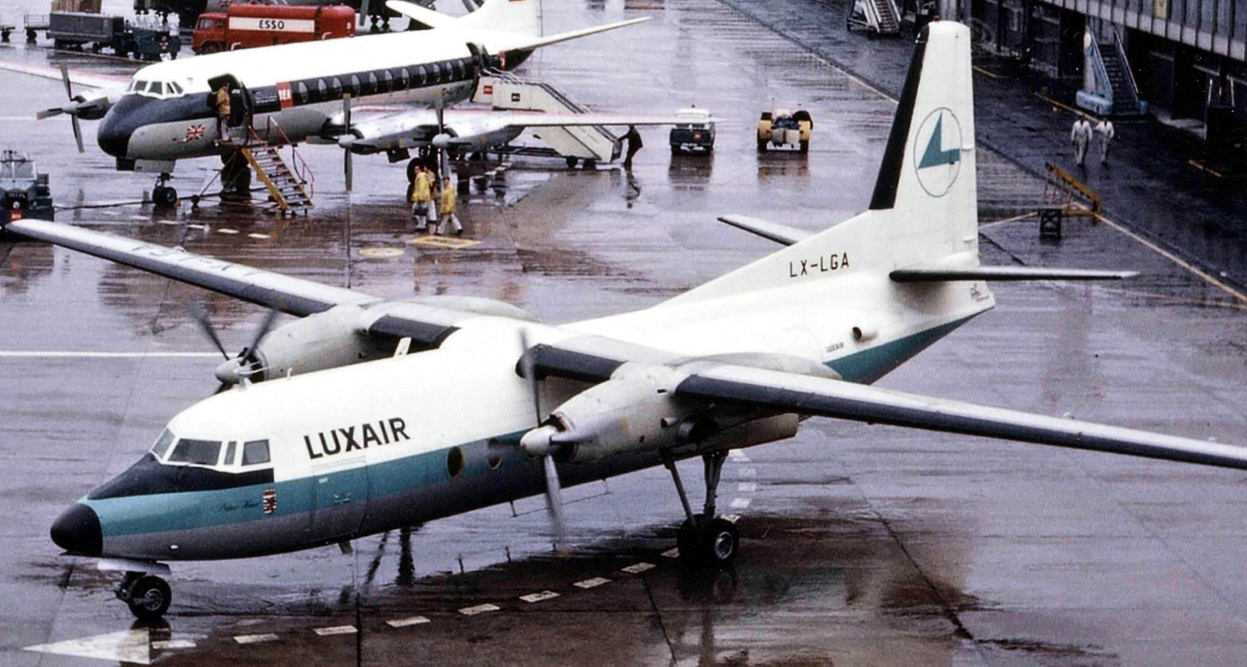
Fokker F27 à Manchester en 1966.
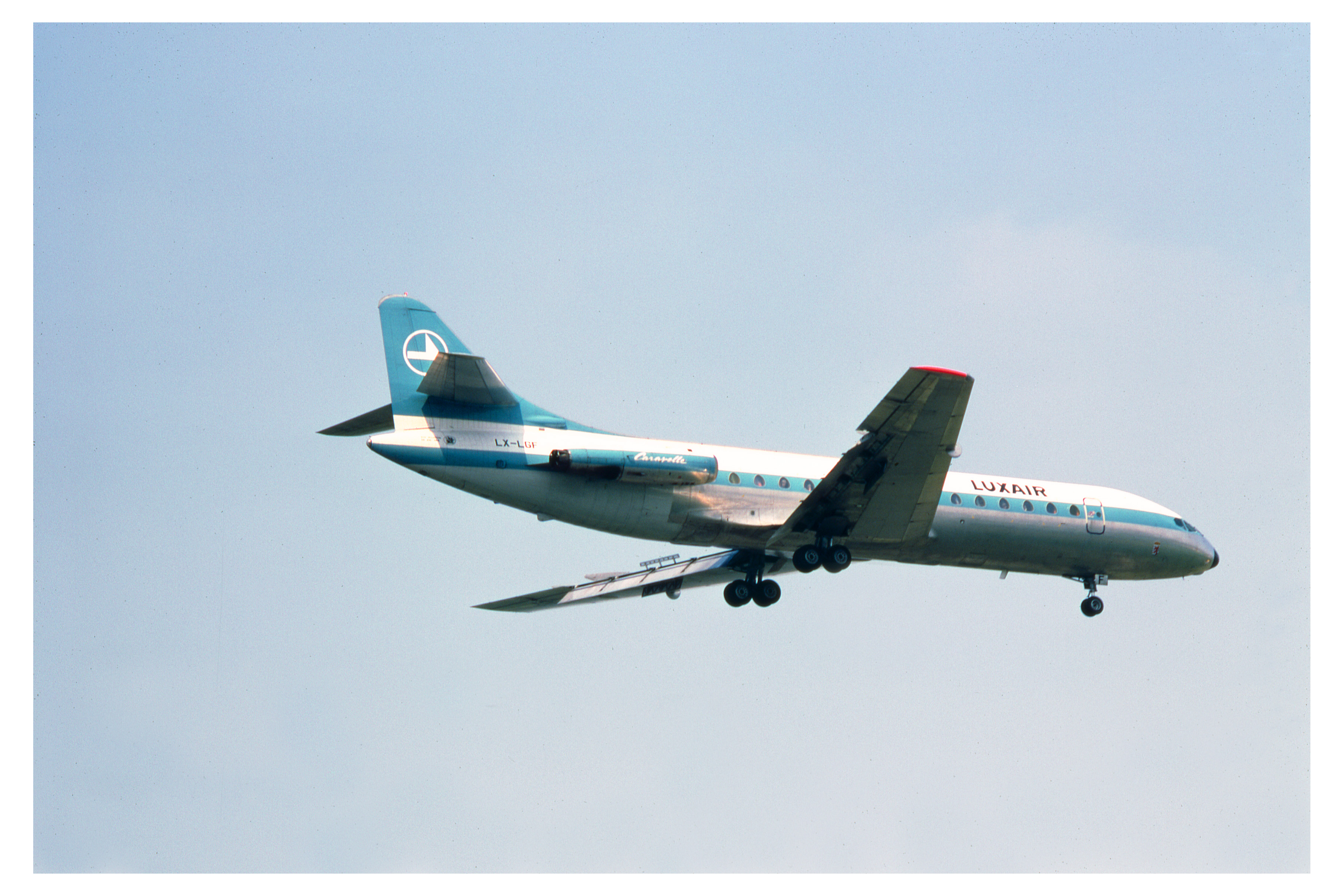
Sud-Aviation Caravelle en vol en 1972.
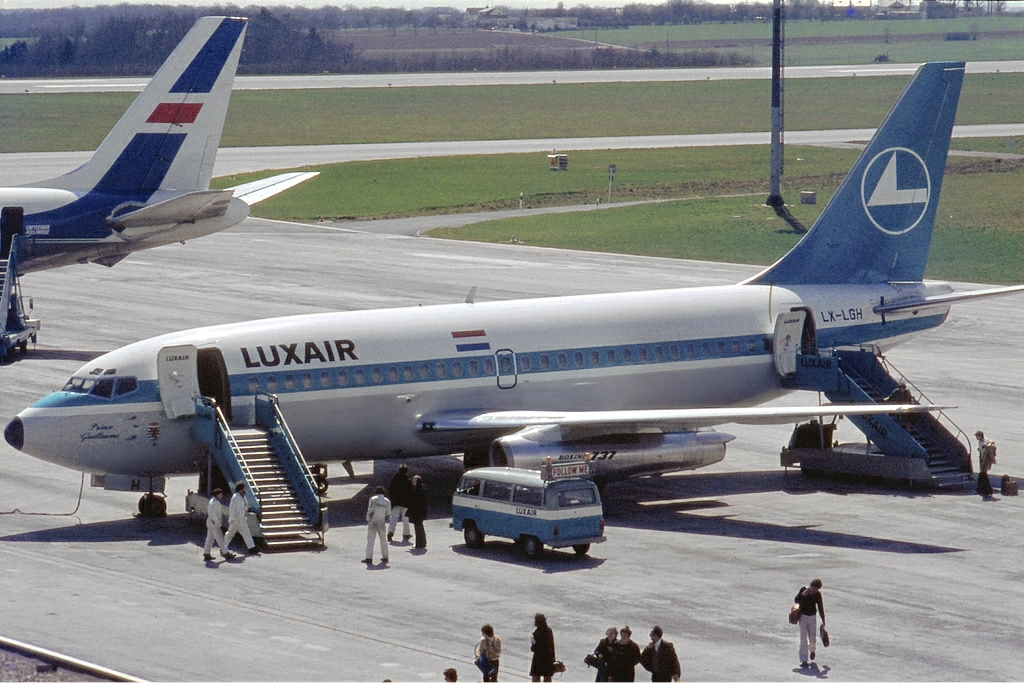
Le premier Boeing 737-200 de Luxair, vu à Luxembourg en 1978
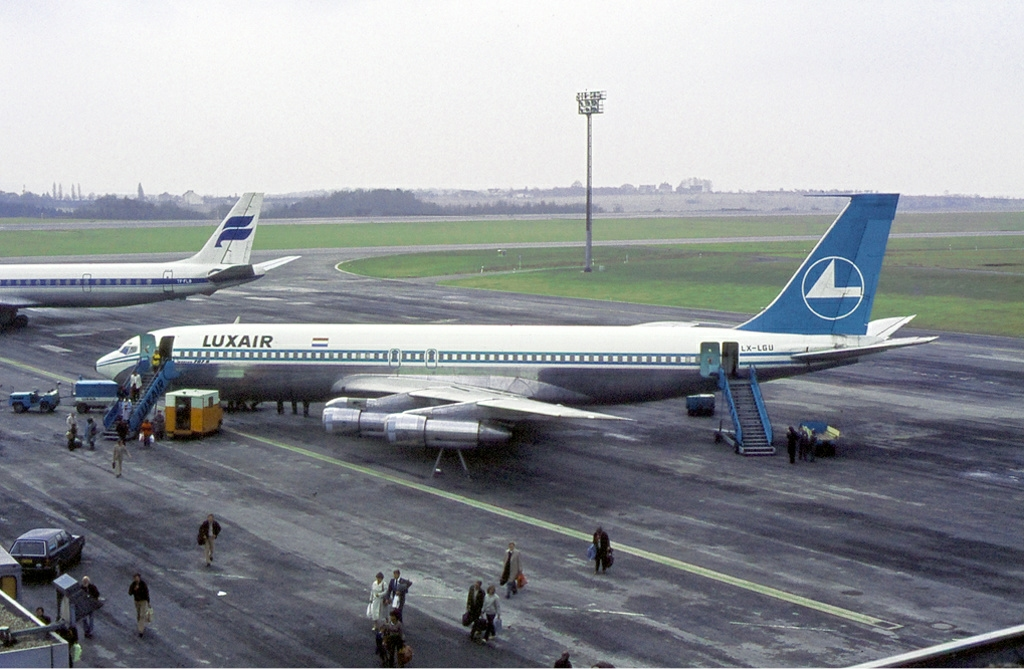
un Boeing 707 de Luxair en 1981.
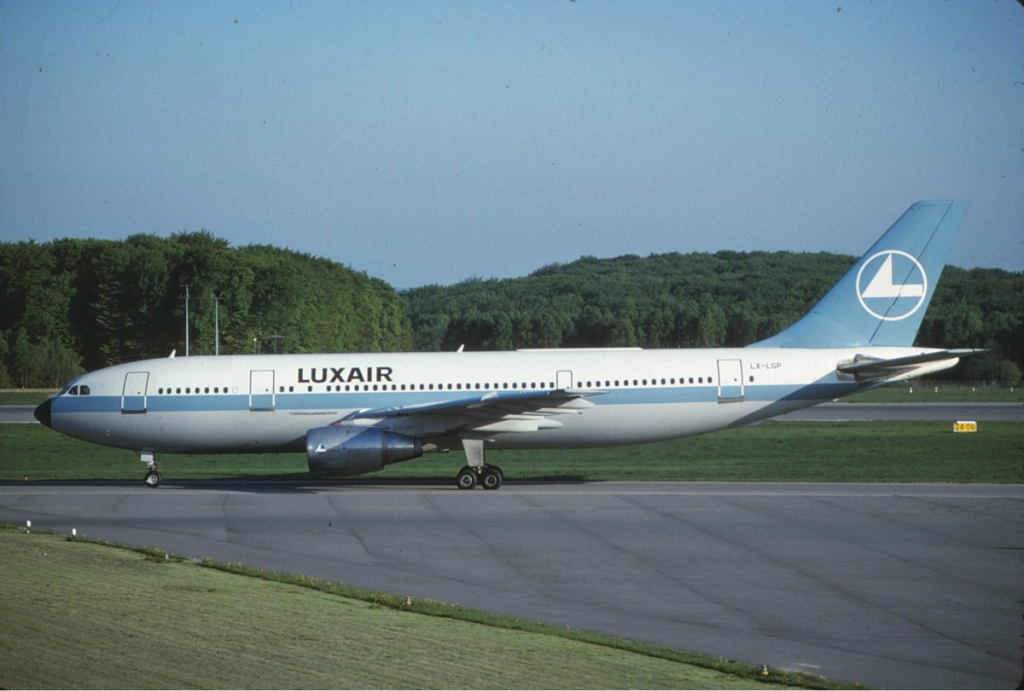
Le seul Airbus A300B4 de Luxair, vu en 1985 à Luxembourg.
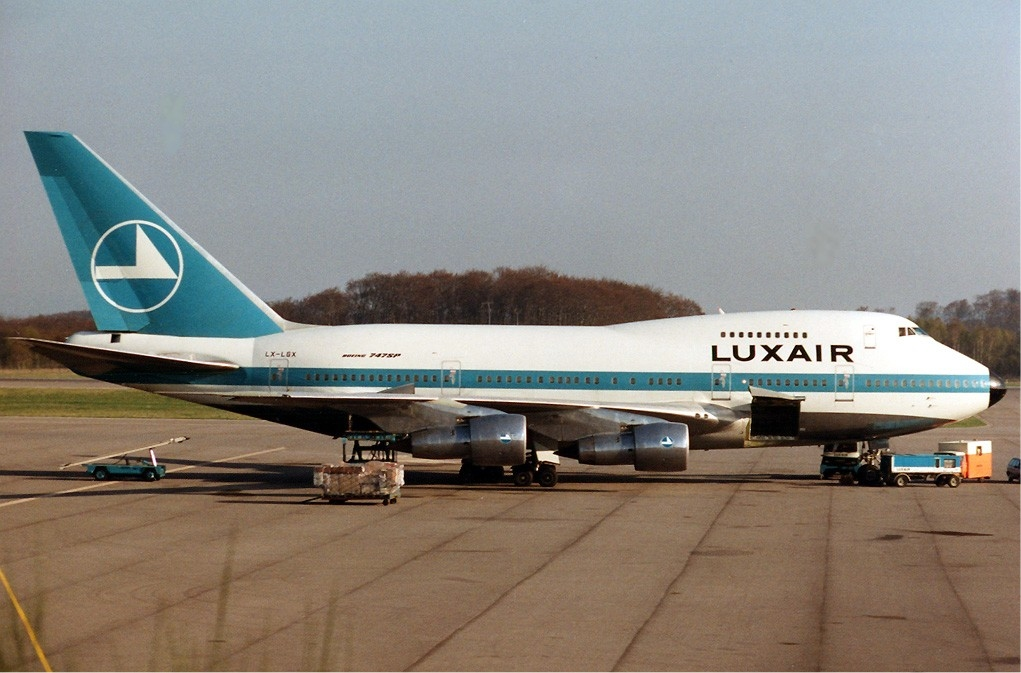
Boeing 747SP, version raccourcie du Boeing 747 aux couleurs de Luxair en 1990.
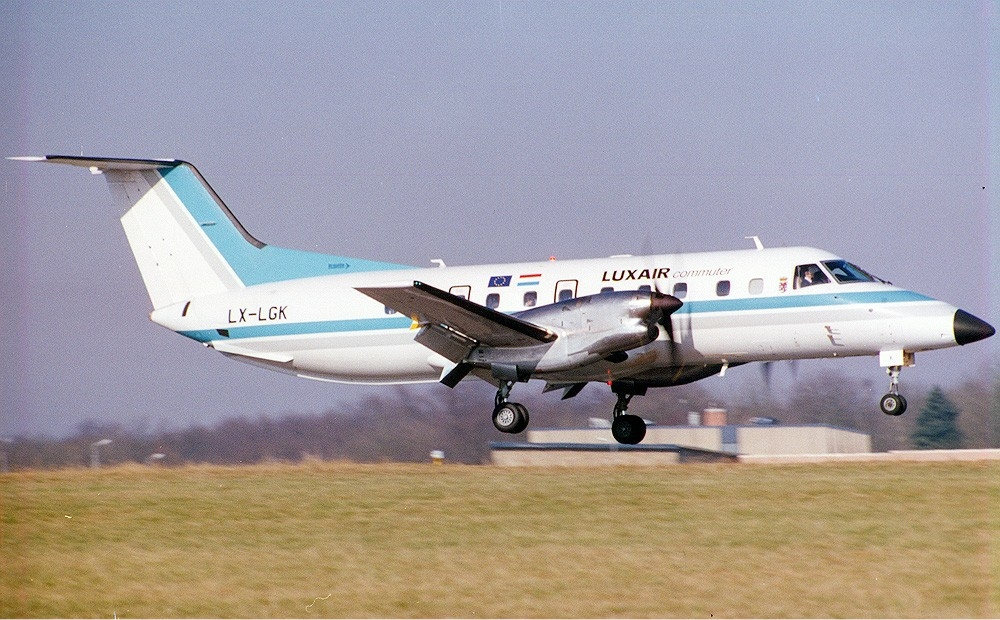
Embraer 120 se posant à Luxembourg en 1994.
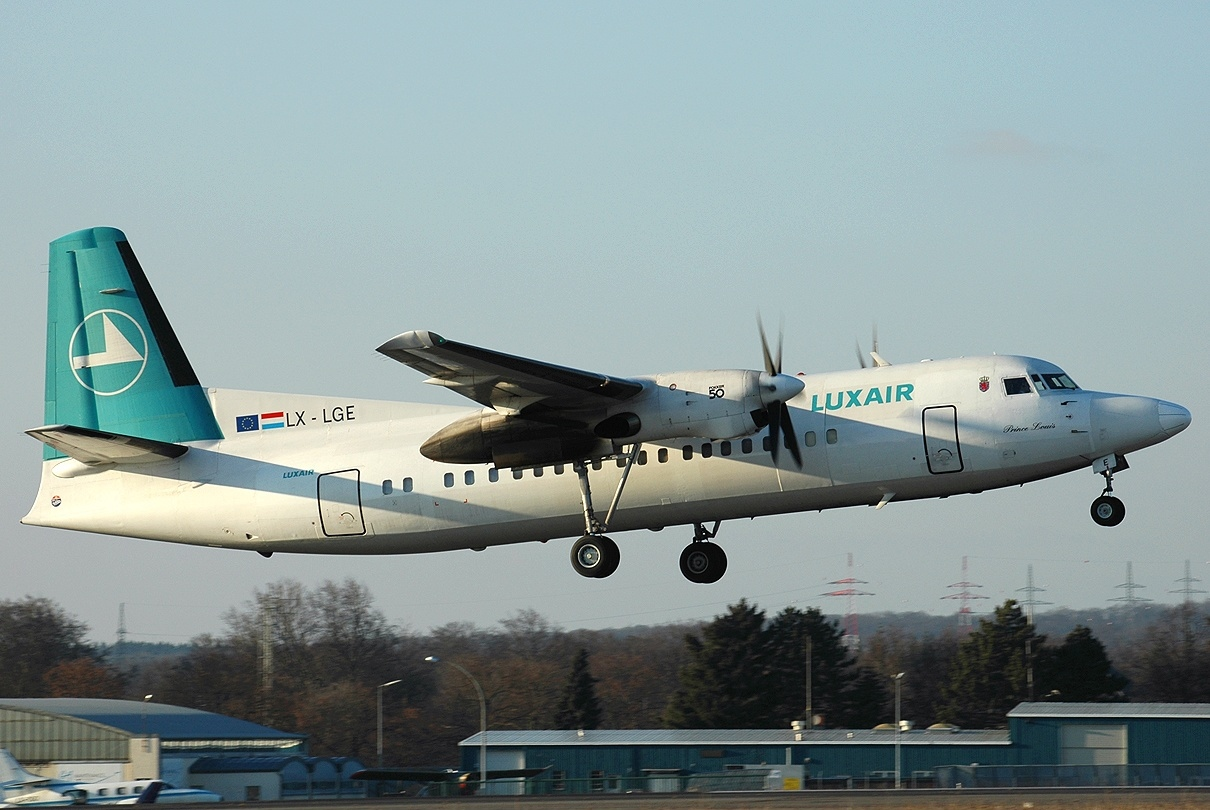
Fokker 50 décollant de Luxembourg en 2005.
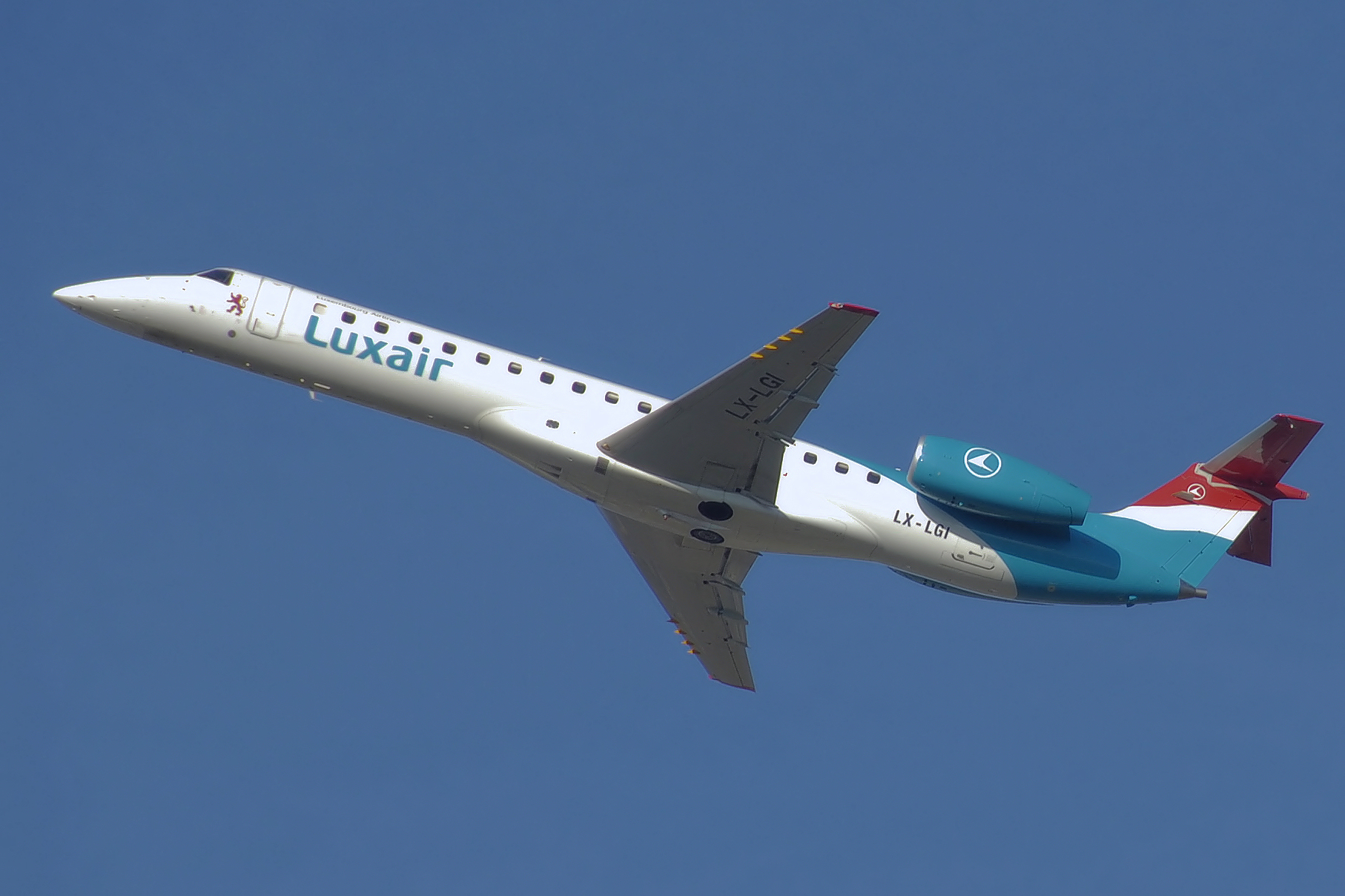
Un Embraer ERJ 145.
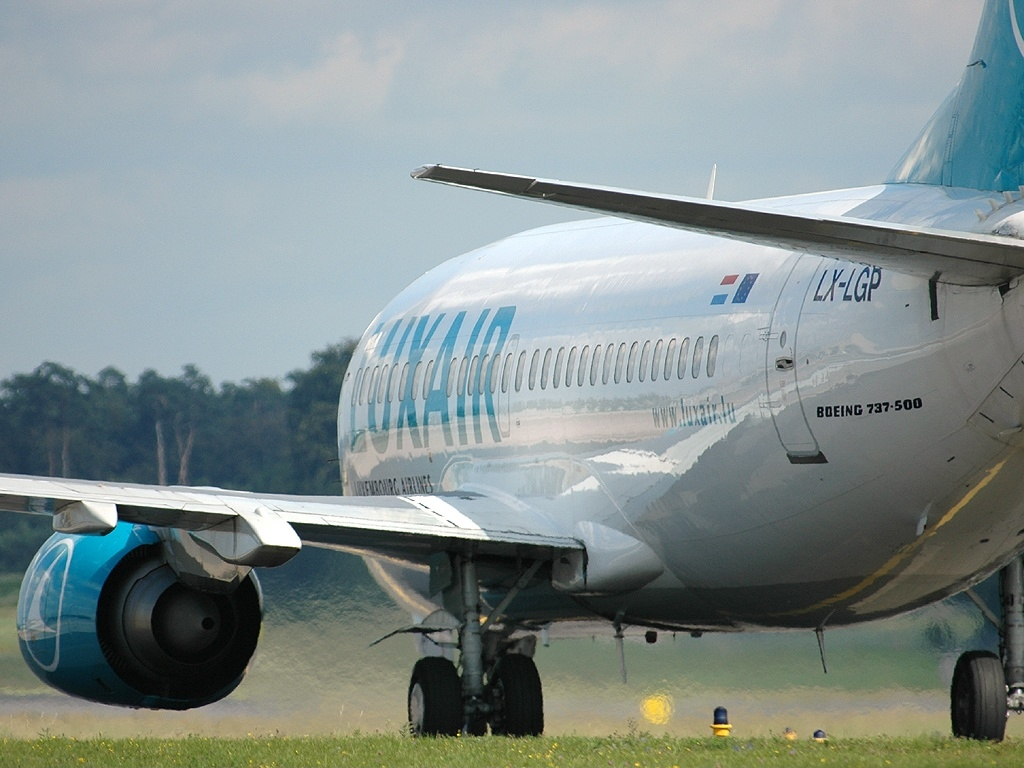
Un Boeing 737-500, aujourd'hui retiré du service.

### Développement depuis les années 1990

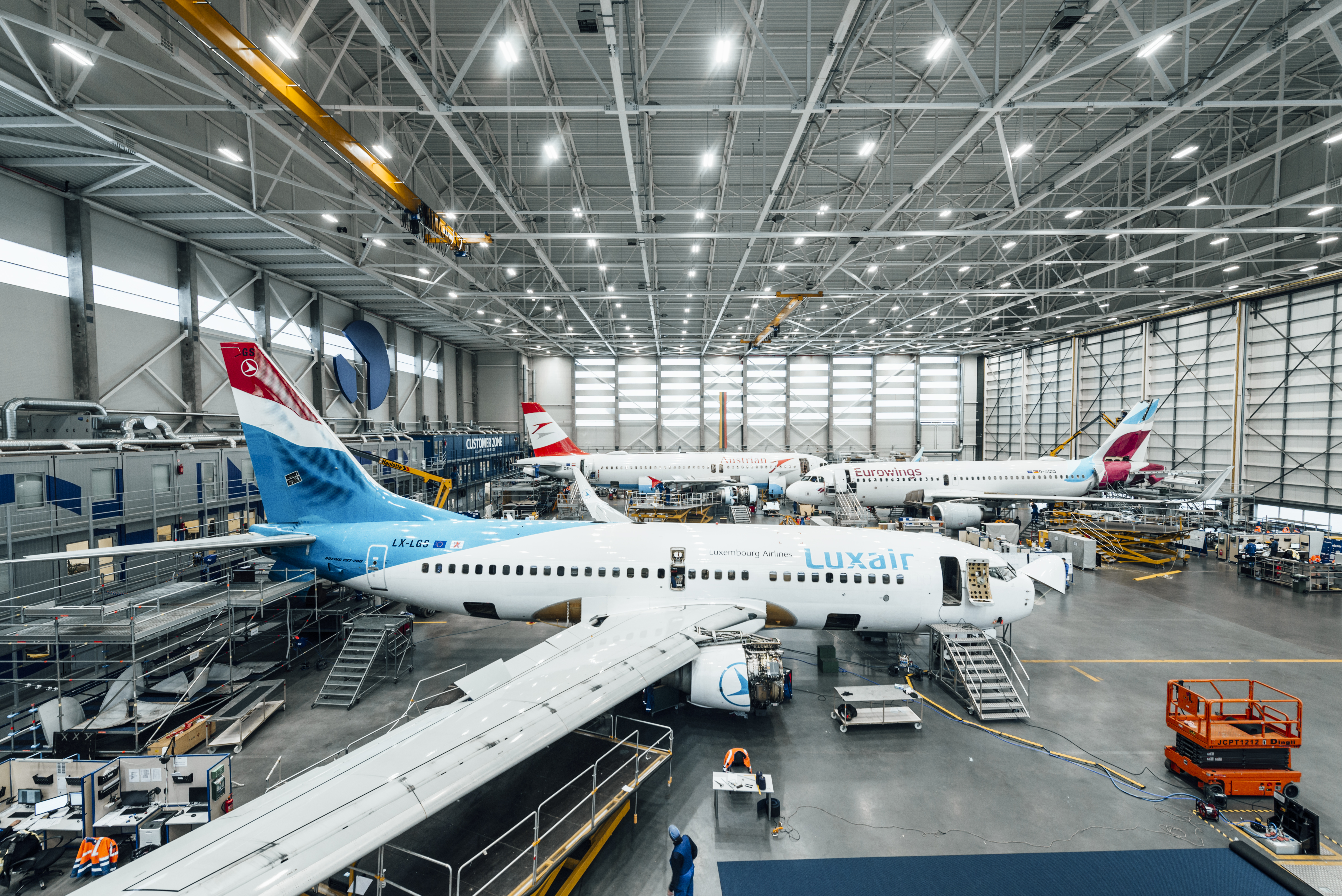
Maintenance d'un Boeing 737 de Luxair

En 1997 et 1998, 8 Embraer ERJ 145 Eurojets sont commandés.
En 1999, la compagnie possède pendant une période de 31 semaines un Boeing 767-300ER. Avec cet appareil, loué chez CityBird, Luxair exploite, en régie propre avec quatre vols par semaine, la ligne Luxembourg - New-York Newark (New Jersey). Cette initiative est devenue nécessaire, après la suppression de son prédécesseur Icelandair sur ce trajet transatlantique.
Le renouvellement de la flotte se poursuit avec la livraison de trois Boeing 737-700 début en 2004. De plus, deux avions régionaux, de type Embraer ERJ 135 sont commandés en 2004 et livrés en mars 2005.
En 2007, trois Dash 8 Q400 sont ajoutés à la flotte luxembourgeoise.
En 2009, Luxair intègre le programme de fidélisation Miles & More de Lufthansa.
En 2010, deux nouveaux Q 400 sont ajoutés à la flotte Luxair, deux Embraer « Eurojet » la quittent et l'unique Boeing 737-500 (LX-LGP) de 121 places se voit remplacé par un Boeing 737-800 de 186 places à partir de mars 2010. Luxair a mis en service en 2013 et 2014 deux nouveaux Boeing 737-800 neufs (et munis du nouveau Boeing Sky Interior), ce qui a permis à LuxairGroup de retirer le dernier Boeing 737-500 de la flotte
Pour faire face aux coûts et à la concurrence, la compagnie a décidé en 2015 une stratégie de renouvellement de sa flotte qui mise sur la croissance du nombre de passagers en permettant à l’entreprise d’augmenter ses capacités et ses fréquences.
En juillet 2015, Lufthansa a pris la décision de vendre ses 13 % du capital de la compagnie Luxair S.A.. L'entièreté de ces parts fut alors rachetée par l'État luxembourgeois en novembre de la même année.
Le 3 février 2023 la compagnie commande deux avions neuf du type Boeing 737-8 Max ainsi de deux autres en contrat de leasing auprès du constructeur américain Boeing. Les premiers avions de nouvelle génération doivent arriver en service en juillet 2023 dans un premier temps puis en 2026 pour les avions neuf.
Début 2023, Luxair est en cours de négociation avec Boeing pour l’achat de deux nouveaux appareils supplémentaires à l’échéance du contrat de leasing en 2027.
Le 28 avril 2023, Luxair confirme l'achat de deux Boeing 737-8 Max supplémentaires qui viendront s'ajouter à la commande déjà existante de deux Boeing 737-8 Max.
Le 21 juin 2023, à l'occasion du Salon International de l'Aéronautique et de l'Espace à Paris-Le Bourget, la compagnie commande quatre Boeing 737-7Max, grâce à cette commande Luxair deviendra le client de lancement européen du Boeing 737-7 Max. 
Le 11 octobre 2023, Luxair annonce avoir commandé quatre nouveaux Embraer E195-E2 au constructeur brésilien Embraer et qu'elle est en discussion pour l’achat de cinq avions supplémentaires Embraer E195-E2. Ces avions arriveront normalement en 2025, Luxair a déjà exploité dans le passé plusieurs types d'Embraer : des ERJ-145 et des Emb120. 

## Base
La compagnie est basée sur son Hub de l'aéroport de Luxembourg-Findel.
Toutefois, le 27 octobre 2022, la compagnie annonce qu'elle effectuera ses premiers vols depuis l'aéroport d'Anvers, en Belgique, en reprenant la ligne vers l'aéroport de Londres-City avec un Bombardier Q-400. Cette ligne historique pour l'aéroport de la deuxième ville belge était autrefois opérée par les Fokker 50 de VLM Airlines et d'Air Antwerp, la première ayant fait faillite le 31 août 2018 et la seconde le 11 juin 2021. À noter également que Luxair opère déjà une ligne vers l'aéroport londonien depuis Luxembourg.

## Flotte

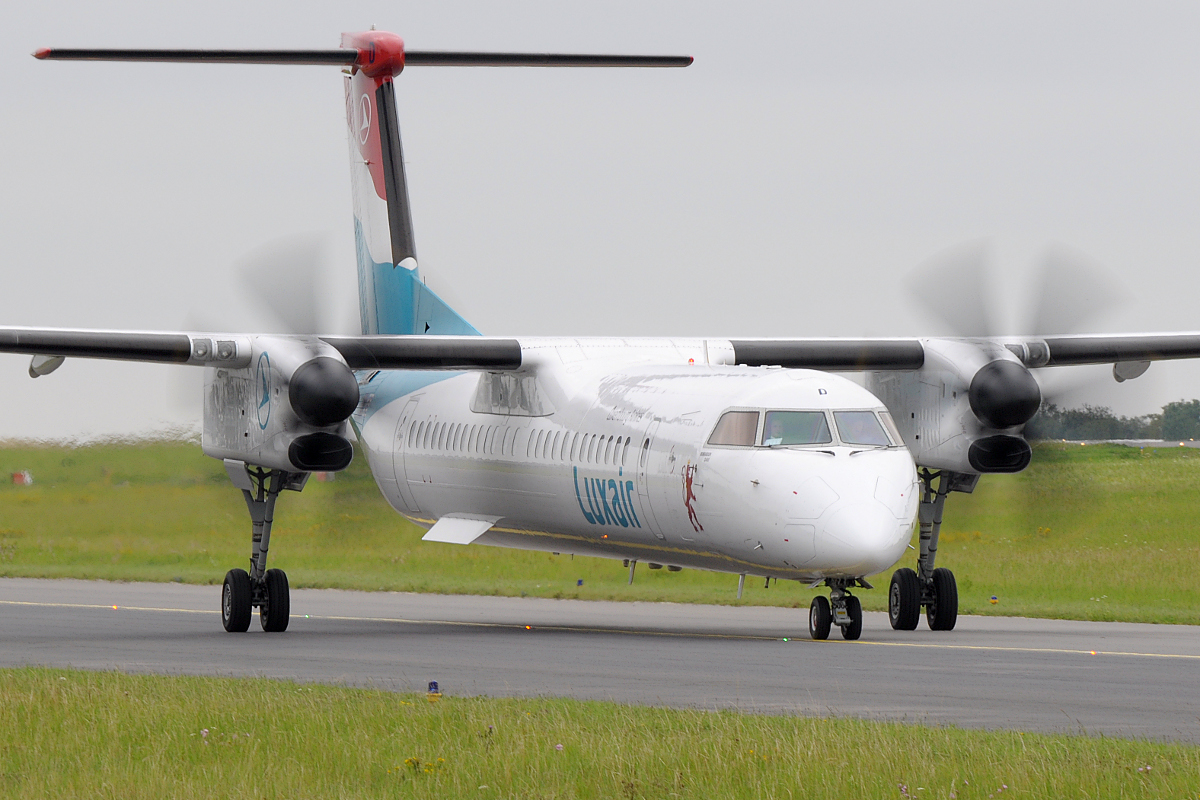
Les nouveaux bombardier Q-400, plus économiques, ont remplacé les « Eurojets ».
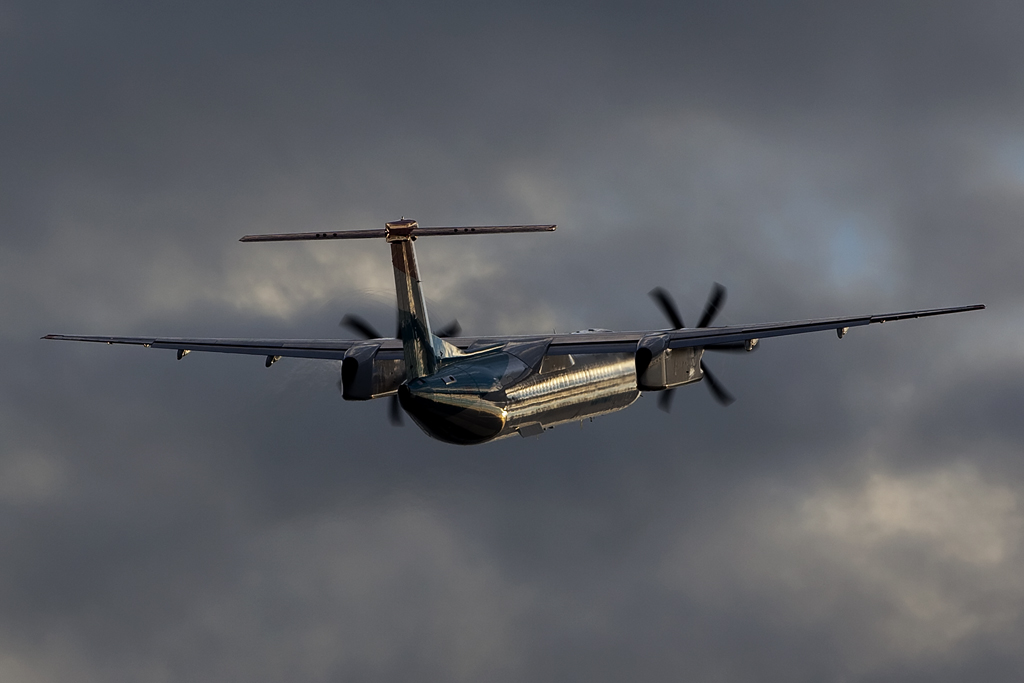
Un Bombardier Q-400 au décollage.
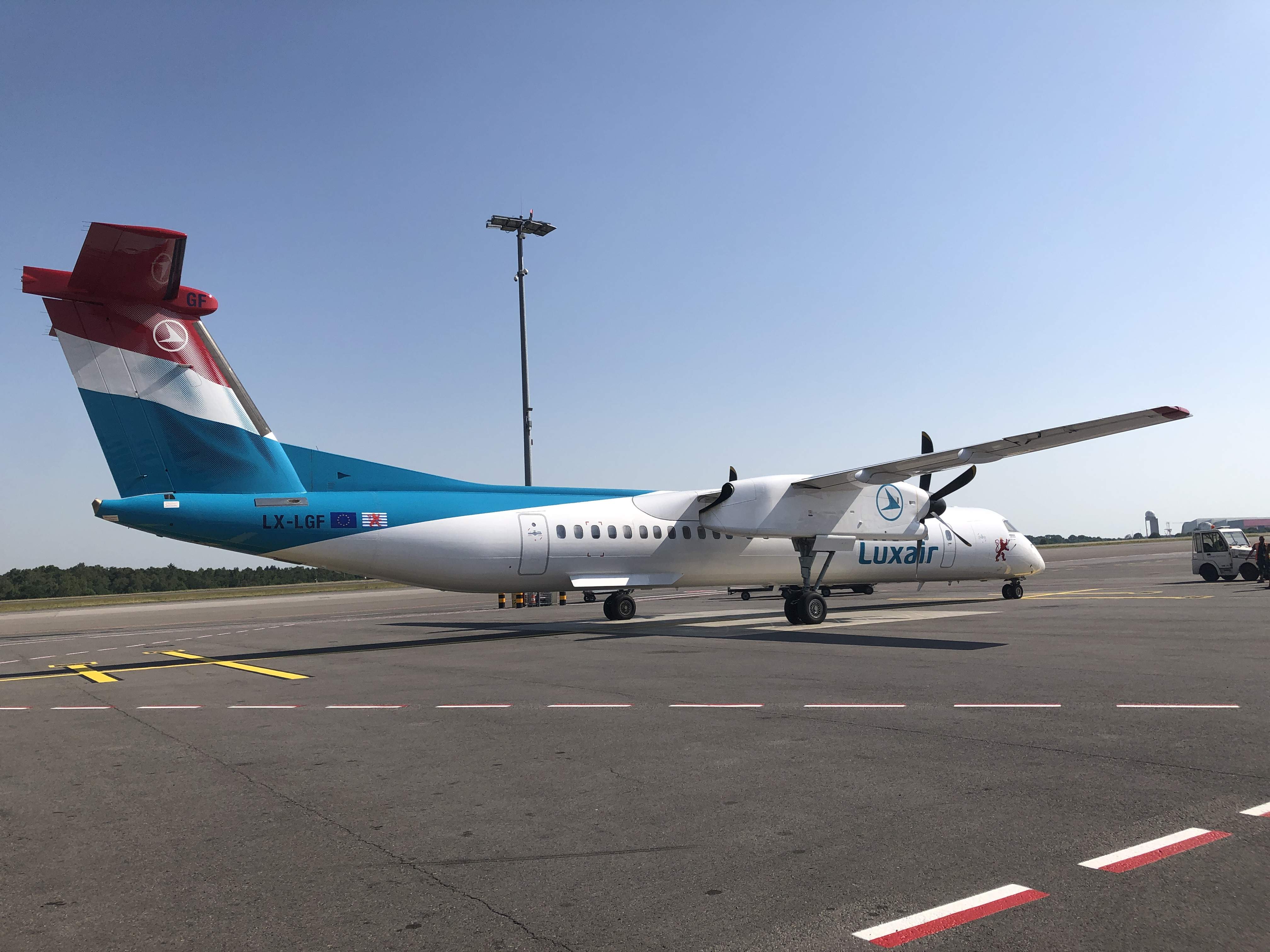
Un Q-400 en 2019 à l'Aéroport de Luxembourg-Findel.
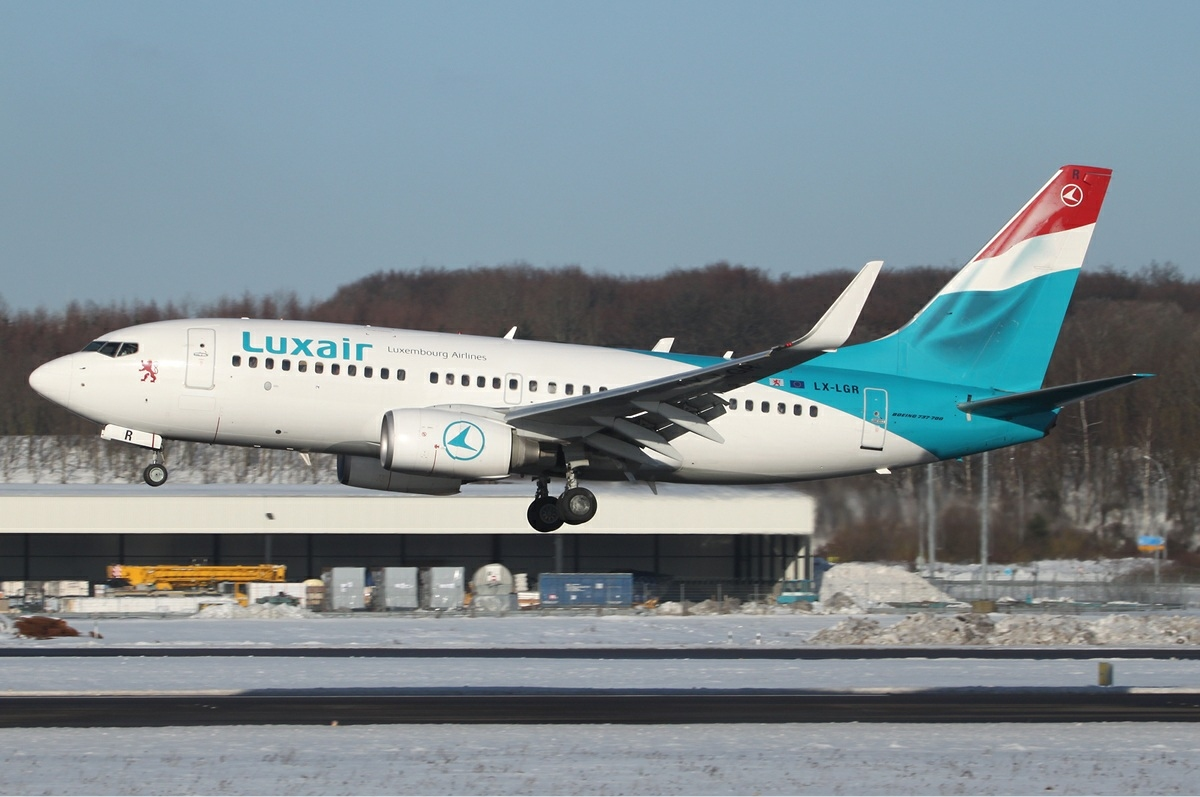
Le Boeing 737-700 « LX-LGR », en 2011.
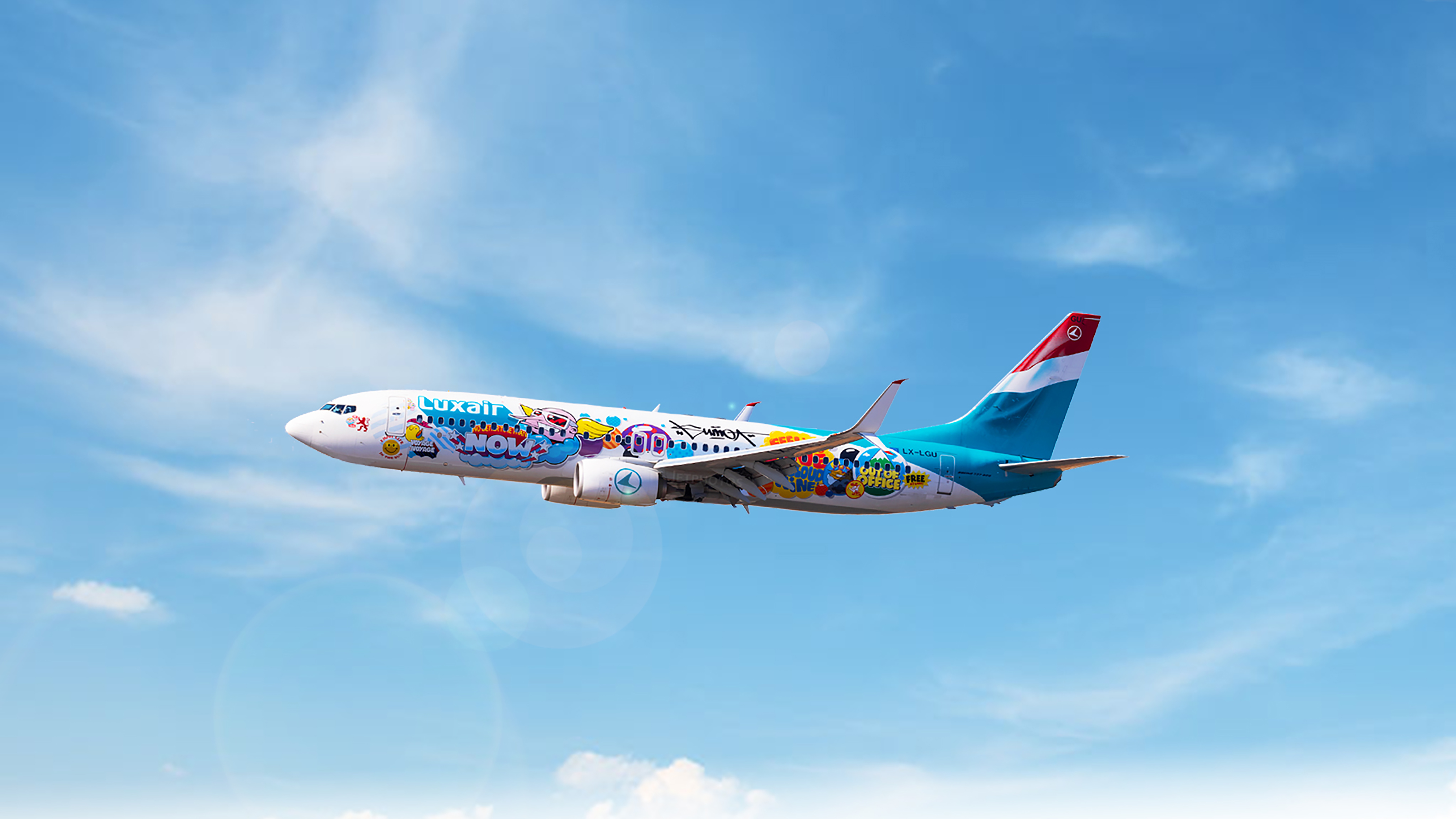
Boeing 737-800 relooké par l'artiste Sumo en 2020.
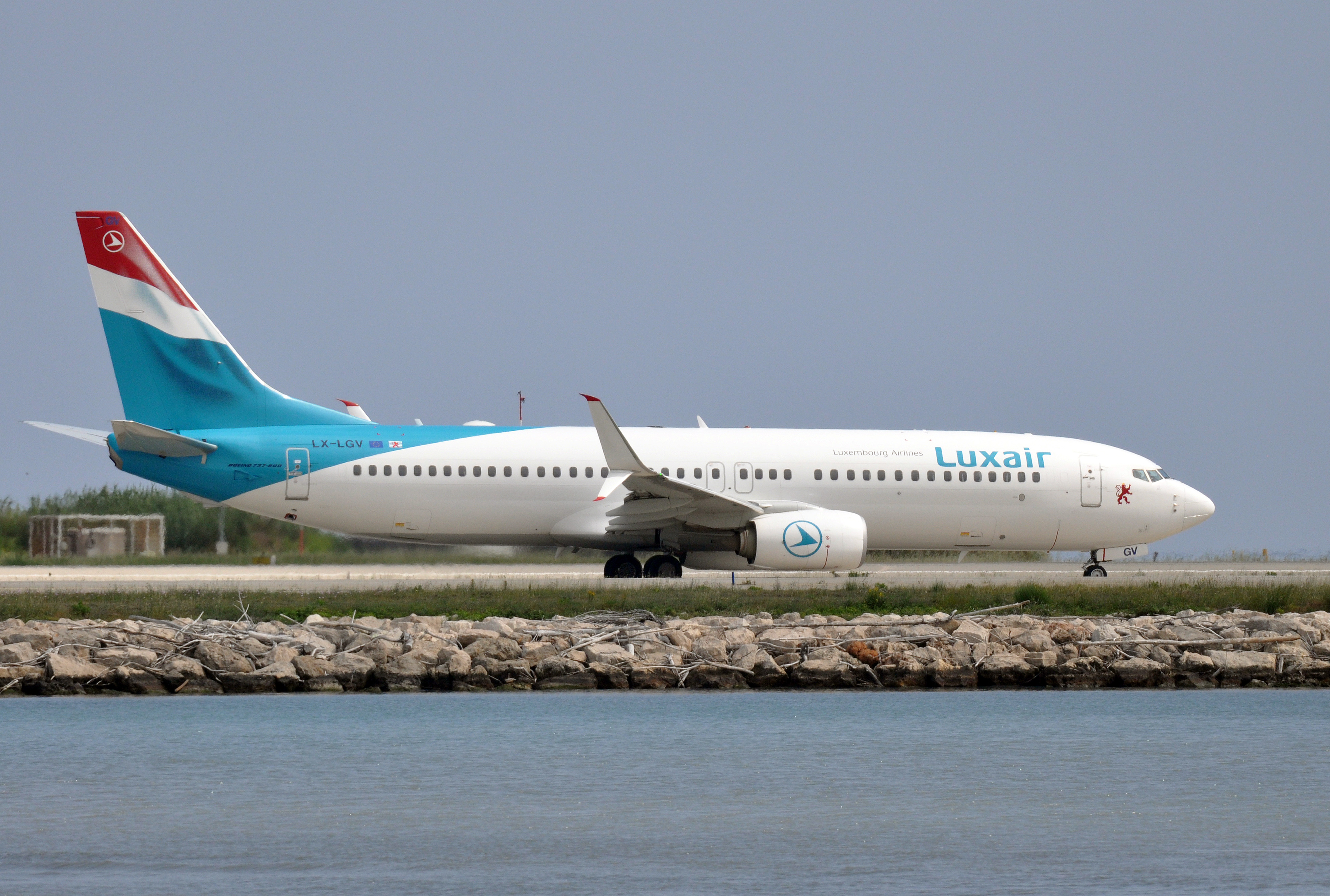
LUXAIR BOEING 737-800 équipé avec les « Scimitar Winglets ».

## Destinations

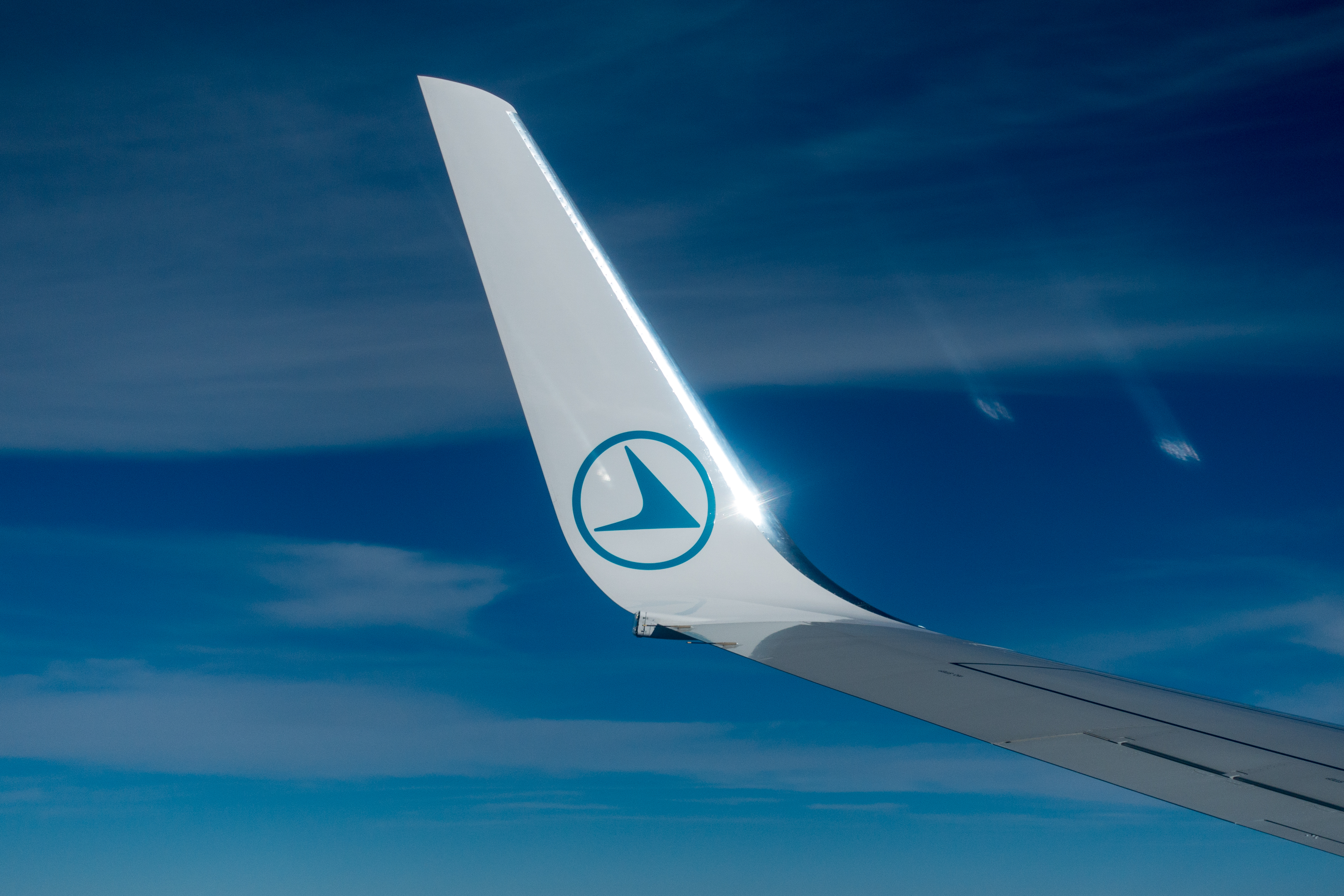
« Winglet » d'un Boeing 737 de Luxair en vol.

Luxair exploite les lignes courts et moyens-courriers en Europe et dans les pays méditerranéens ainsi qu'au Moyen-Orient.

## Activités

### Transport passagers
Luxair est spécialisée dans les vols directs reliant Luxembourg aux capitales européennes comme Paris, Vienne ou Berlin. La politique commerciale est donc centrée sur la rapidité des Eurojet et sur un marketing très développé au Luxembourg.
Cependant, en raison de la hausse du prix du pétrole en 2005 et 2006, la compagnie a commandé des Bombardier Q400 afin de remplacer une partie des Eurojet sur les lignes court courrier. La compagnie prévoit aussi de recourir plus souvent au partage de code (avec Lufthansa, Air France et, depuis peu, Alitalia). Depuis juin 2012 Luxair partage ses codes avec Turkish Airlines.
En 2019, Luxair a transporté 2 148 098 passagers.

### Voyagiste (LuxairTours)

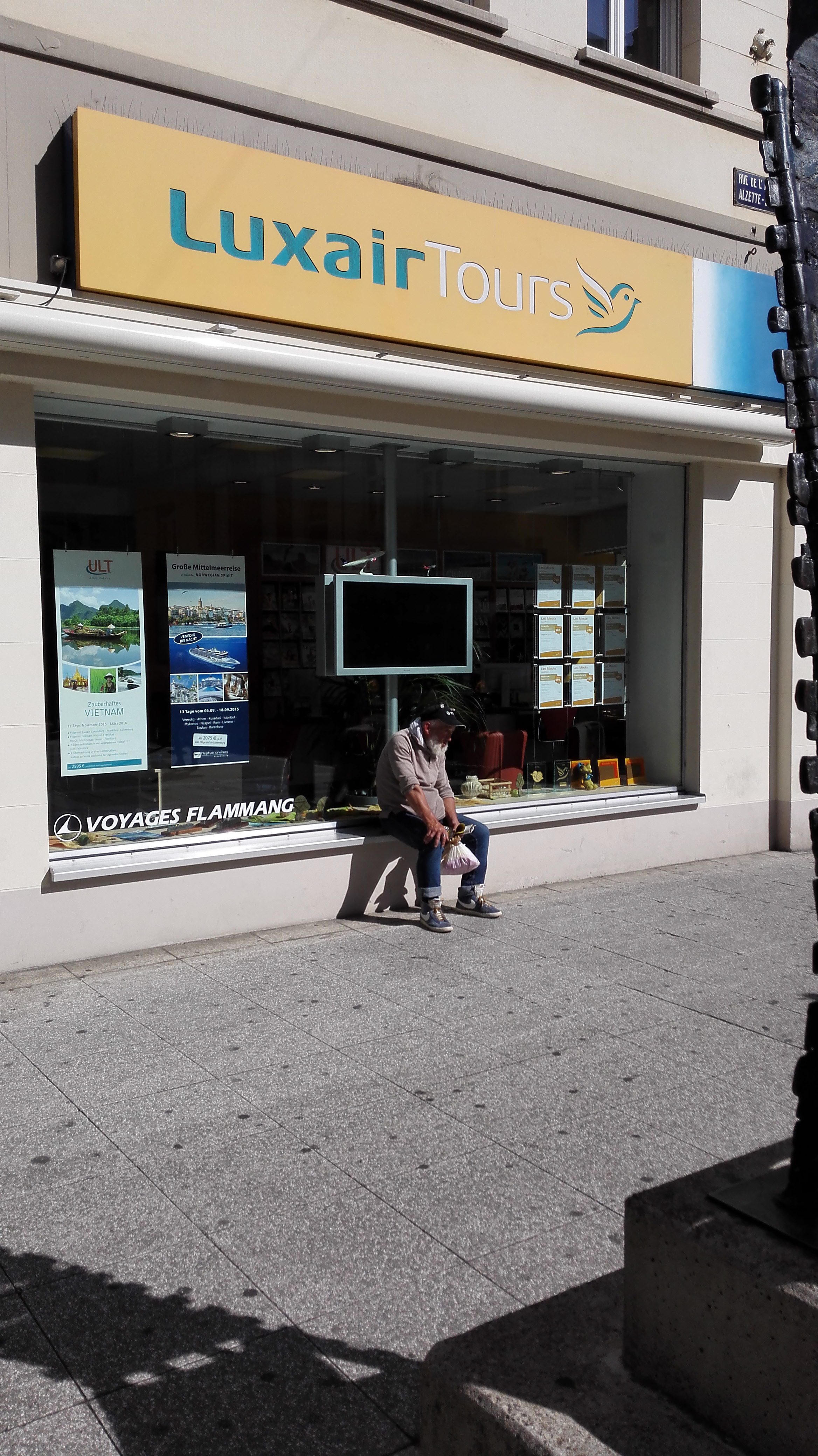
Agence LuxairTours à Esch-sur-Alzette.

Luxair Tours est le voyagiste de Luxair. Luxair Tours offre des forfaits de vacances vers les pays principalement méditerranéens, mais aussi des week-ends dans les villes européennes. Présent avec plus de 900 agences de voyages, Luxair Tours couvre la région Sarre-Lorraine-Luxembourg et présente donc pour Luxair une plateforme de mercatique importante, à côté de la clientèle d'affaires.

### Avions d'affaires
Luxair proposait également le service « Luxair Executive » qui offrait des vols directs en avion d'affaires. Ce service, ciblant des clients intéressés uniquement par la vitesse de transport, a été créé en 1990. Aujourd'hui le service n'existe plus.

### Accueil passagers (Luxair Services)
Luxair Services propose des services de « ramp handling » et « passenger handling » en tant que prestataire, pour toutes les compagnies atterrissant à l'aéroport de Luxembourg-Findel, ainsi que pour les vols privés. Luxair Services est en situation de monopole sur l'aéroport de Luxembourg.

### Catering (Luxair Services)
Luxair propose une offre de catering, principalement pour les compagnies basées ou effectuant des vols longs (e.g. Cargolux, Air China, Qatar Cargo). La compagnie, faisant partie de l’International Flight Catering Association, est le ravitailleur officiel de l'aéroport de Luxembourg et peut donc s'appuyer sur une position de monopole.

### Cargo (Luxair Cargo)
Luxembourg dispose du 6e HUB cargo en Europe. Entièrement géré par LuxairCargo, le Cargocentre Est permet l'accueil de 12 gros porteurs (type 747). Le cargocentre de Luxembourg assure l'import et l'export de nombreuses marchandises : produits pharmaceutiques, matières dangereuses, animaux vivants, cargo divers hors dimensions... Le cargocentre héberge également deux des principaux transporteurs routiers luxembourgeois.

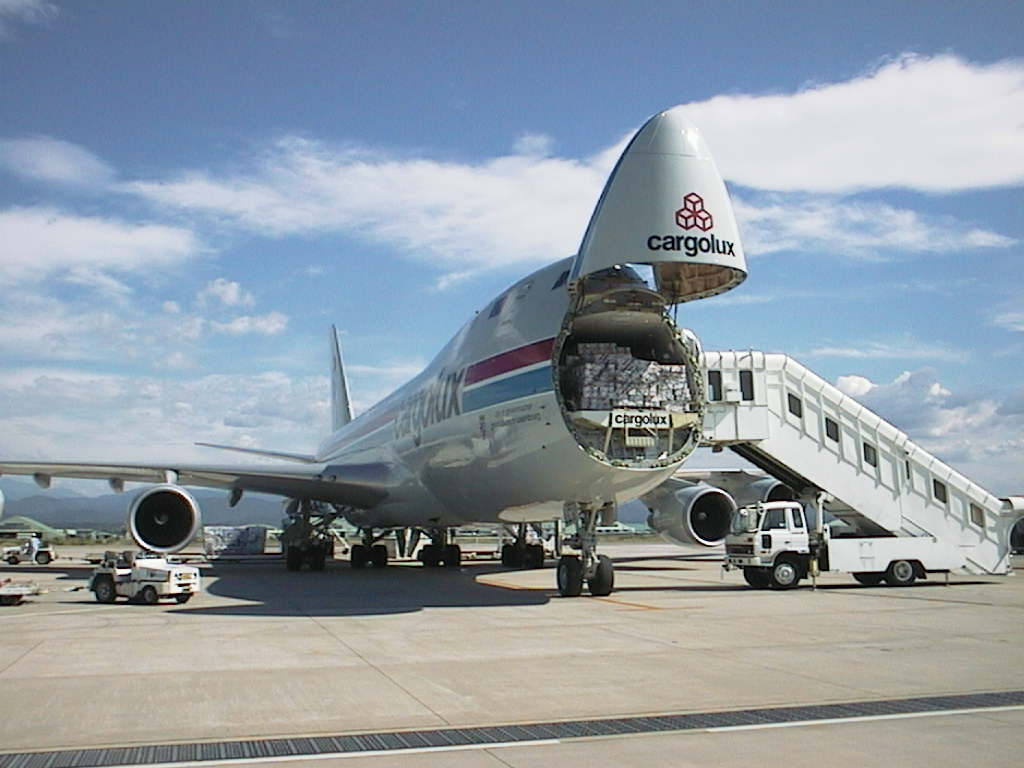
Luxair détient 52,1 % de Cargolux, sa filiale de transport de fret.

Ayant en partie créé Cargolux, la compagnie de transport de fret basée à Luxembourg-Findel, et possédant 35,1 % de son capital, Luxair est un acteur majeur dans le secteur de transport de fret européen.

## Actionnaires
Luxair S.A. appartient en 2017 à :
- 39,05 % à l'État luxembourgeois ;
- 21,81 % à la Banque et caisse d'épargne de l'État ;
- 13,14 % à la BIL ;
- 13 % à Delfin ;
- 10,00 % à Luxair ;
- 2,86 % à Luxair Finance ;
- 0,14 % à autres.

## Accidents et incidents

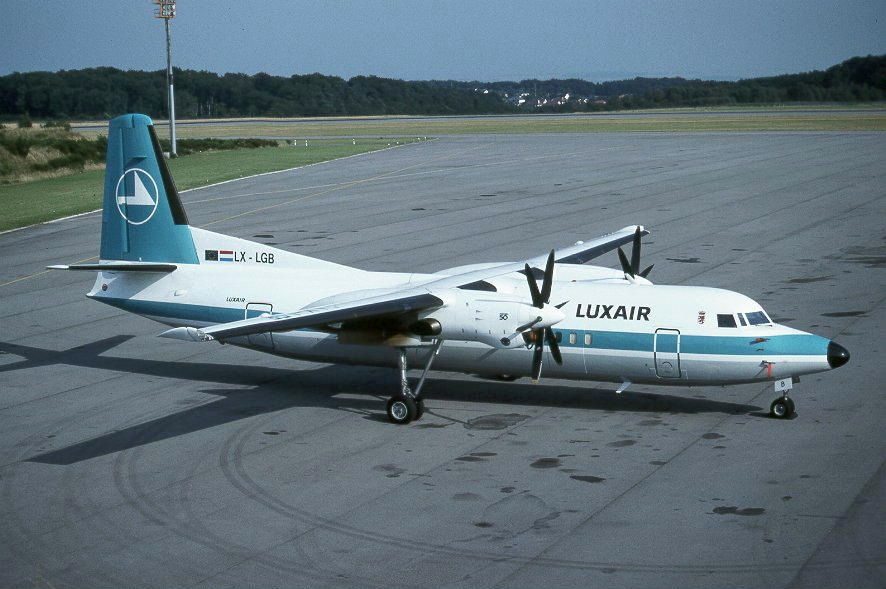
Le Fokker 50 immatriculé LX-LGB qui s'est écrasé le 6 novembre 2002 lors du vol Luxair 9642.

- Le 22 décembre 1969, le Vickers Viscount immatriculé LX-LGC en provenance de Francfort s'écrase à l'atterrissage à Luxembourg à cause de la neige. L'avion fut détruit mais l'accident ne fit aucune victime.

- Le 6 novembre 2002, le vol Luxair 9642 opéré par le Fokker 50 immatriculé LX-LGB reliant l'aéroport de Berlin-Tempelhof à l'aéroport de Luxembourg-Findel s'écrase lors de sa phase d'approche de l'atterrissage, à Niederanven (à l'est de la ville de Luxembourg), à 3,5 kilomètres du seuil de la piste 24. 20 des 22 personnes à bord furent tuées, ce qui fut la plus grave catastrophe aérienne que connut le Grand-Duché, et la seule mortelle touchant Luxair depuis sa création.

- Le 23 septembre 2003, un Embraer ERJ-145 opérant le vol Luxair 8852 entre l'aéroport de Vienne-Schwechat et l'aéroport de Luxembourg-Findel fait une sortie de piste lors de son atterrissage  Luxembourg. L'appareil immatriculé LX-LGZ transportait 8 passagers et 4 membres d'équipage. Il n'y eut aucun blessé[13].

- Le 30 septembre 2015, le vol Luxair 9562 opéré par le Bombardier Q400 immatriculé LX-LGH reliant l'aéroport de Sarrebruck à l'aéroport de Luxembourg-Findel procède à un atterrissage forcé quelques secondes seulement après son décollage après que le pilote ait entendu un bruit suspect. Le train d'atterrissage étant déjà rentré, l'avion a terminé sa course sur le ventre à 400 m de la fin de la piste, longue de 2 000 m. Aucun des passagers et membres d'équipage n'a été blessé. Quelques mois plus tard, les enquêteurs découvrirent, grâce aux boîtes noires, que la copilote avait rentré le train d'atterrissage trop tôt. Celle-ci fut aussitôt suspendue par Luxair. L'avion, ayant subi des dégâts considérables à la carlingue, fut remplacé par un autre Bombardier livré en 2016.